# 阿蒙·哥特
阿蒙·利奥波德·哥特（德語：Amon Leopold Göth；德語：[ˈɡøːt] ⓘ；另一種拼寫方法是“Goeth”；1908年12月11日—1946年9月13日）是一位奧地利裔黨衛隊工作人員及戰犯。第二次世界大戰期間，他在波蘭總督府普瓦舒夫的普瓦舒夫集中营存在的大部分時間內擔任該集中營的司令官。
哥特在二戰戰後由共產波蘭的最高國民法庭審判，其被判決親自下令犯下了針對個人與群體實施監禁、酷刑和滅絕的罪行。他還被判定犯有殺人罪，這是戰爭罪審判中首次此類定罪。罪因為“親自殺害、殘害與虐待了大量的人，儘管人數不詳。”
哥特在距離普瓦舒夫難民營舊址不遠處被處以絞刑。1993年電影《辛德勒的名单》由雷夫·范恩斯飾演阿蒙·哥特，描述了他對普瓦舒夫集中營的管理。

## 早期生活與職業生涯
阿蒙·哥特是一位以其父親與祖父命名的獨生子，1908年12月11日出生於維也納一個富有的圖書出版界天主教家庭，他的母親是巴爾塔·施文特·哥特（德語：Berta Schwendt Göth），父親阿蒙·弗朗兹·哥特（德語：Amon Franz Göth）是阿蒙·弗朗兹·哥特出版社（德語：Verlagsanstalt Amon Franz Göth）的持有者，其印刷品囊括宗教文獻、明信片以及軍事史書籍。由於父親出差，母親又常在出版社打工，因此哥特主要由自己的姑母撫養。小時候他有一個綽號叫“莫尼”（德語：Mony）。他在維也納的一所公立學校上學，後來又在塔亞河畔魏德霍芬進行了幾個學期農業學的學習。17歲時放棄學業以追求自己對極右派思想的好奇心。哥特于1925年加入了奧地利納粹黨的地方青年支部，1925、1927至1930期間成爲了維也納施泰爾馬克家園保衛隊（德語：Steirischer Heimatschutzverband Wien）的一員，這一組織是反猶太民族主義准軍事組織保安團的一個激進且强勁的派系。他放棄了自己的黨籍，加入了纳粹党奧地利支部，1930年9月獲得黨員編號510,764。1931年5月31日，哥特被正式授予黨員身份。他決定在納粹黨早期階段入黨意味著其被視爲一位“老战士”，即阿道夫·希特勒升任德国总理之前入黨的人。哥特開始在維也納玛格丽滕區地方集团爲黨效力，很快不久後又轉到玛利亚希尔夫地方小組，在那裏他成爲了納粹黨衝鋒隊的一名政治領袖。哥特1930年加入奧地利黨衛隊，并在兩年的候選期過去後被授予正式隊員資格。他被任命爲親衛隊隊員，黨衛隊編號43,673。
哥特直至1933年1月份在維也納黨衛隊“部隊”戴梅爾（德語：Truppe Deimel）和“風暴”利巴爾迪（德語：sturm Libardi）服役，他被提拔爲一團級部隊黨衛隊第52旗隊的排長，很快又晉升為黨衛隊親衛隊小隊領袖。當哥特因爲從事非法活動（包括為納粹黨索要爆炸物）使得自己成爲了一名通緝犯時逃往了德國。1933年6月19日，奧地利納粹黨在奧地利被宣佈為非法，因此該黨派在慕尼黑開展了流亡行動，哥特從這一流亡基地向奧地利偷運收音機和武器，並充當黨衛隊的信使。他于1933年10月被奧地利當局逮捕，但同年12月因爲缺乏證據而被釋放。1934年7月，他因爲一場未遂的納粹政變致使時任奧地利總理恩格爾伯特·陶爾斐斯被暗殺之後又一次遭到拘留。之後從拘留所逃往达豪的达豪集中营附近的黨衛隊集訓設施。由於哥特與自己的親衛隊上級領袖阿爾弗雷德·比格萊爾（德語：Alfred Bigler）之間存在分歧，因此他暫時退出黨衛隊和納粹黨的活動，直至1937年。此後哥特在慕尼黑居住，同時也盡力幫助父母發展他們的出版事業。他在父母的引薦下結婚然而僅僅幾個月過後便分道揚鑣。
哥特在1938年德奧合併後不久回到了維也納，並恢復了自己的黨派活動。同年10月23日，他與一位在摩托車比賽上相識的女人安娜·蓋格（德語：Anna Geiger）于黨衛隊民事典禮上結婚。在結婚之前，這對夫婦必須通過由黨衛隊實施的一套嚴格的體檢，以判斷此婚姻是否合適。他們共有三個孩子，分別是生於1939年的彼得，7個月時死於白喉；生於1940年的維爾納；以及生於1941年的女兒英格伯格。二戰期間，這對夫婦在維也納有一個永久居所。
哥特最初被分配到黨衛隊第89旗隊，戰爭開始時被調往党卫队第11旗队下轄的親衛隊第1突擊隊，1941年初被擢升為親衛隊上級小隊領袖。1940年3月5日，哥特被徵召加入德意志國防軍，軍銜為初級軍士，然而他的連續黨衛隊服役記錄表明自己并未積極服役。從1941年中旬至1942年年底，哥特分別擔任了別動隊行動領袖，以及卡托维兹东上西里西亚納粹德國專員轄區党卫队国外德意志民族事务部（親衛隊強化德意志民族性國家專員部）財政官，他在納粹黨對隔離、遷移與殺害歐洲猶太人所做出的貢獻中獲得了作爲一位經驗豐富的管理者的名譽。1941年7月14日，哥特被授予黨衛隊親衛隊下級突擊隊領袖軍銜，還收到了長官頒發的服役證明書（德語：Dienstleistungszeugnis），其誇贊了哥特的服役以及體格與思想特徵。
1942年夏季哥特被調往卢布林，在那裏他成爲了克拉科夫地區党卫队和警察领袖奥迪洛·格洛博奇尼克親衛隊少將的一員。作爲莱茵哈德行动的一部分，有一代號的名稱被用於在貝烏熱茨、索比堡以及特雷布林卡建立三座滅絕營。因爲參與者均發誓要保護行動機密，所以哥特在萊茵哈德行動工作六個月以來的活動杳無音訊。然而根據他後來的審訊記錄顯示，哥特負責圍捕與運送受害者們前往這些滅絕營被殺害。

## 普瓦舒夫
哥特被分配到了黨衛隊的“骷髅总队”（“骷髏”部隊，服役于集中營）。他在1943年2月11日開始做的第一個任務是監督占地達200英畝的普瓦舒夫集中营的施工，未來還會擔任該集中營的司令官。哥特與大多數于集中營工作的黨衛隊軍官不同，這些軍官大多均來自小城市。在被任命之前哥特可能與海因里希·希姆莱進行了個人面談，這是分配黨衛隊集中營司令官的一項標準程序。這座集中營坐落於兩座古老猶太墓地的場地之上，使用奴工花費了一個月的時間修建。1943年3月13日，克拉科夫猶太人區遭到清洗，那些依然適合工作的人被送往位於普瓦舒夫的新集中營，而那些不適合工作的人則被送往滅絕營遭殘殺。還有數千人在清理猶太居民區時被納粹黨在街道上殺害。哥特以新集中營“司令官”的身份在集中營開幕詞中告訴自己的新囚犯稱：“我是你們的上帝”。哥特對集中營有絕對的權威，尤其是在集中營的前期階段。

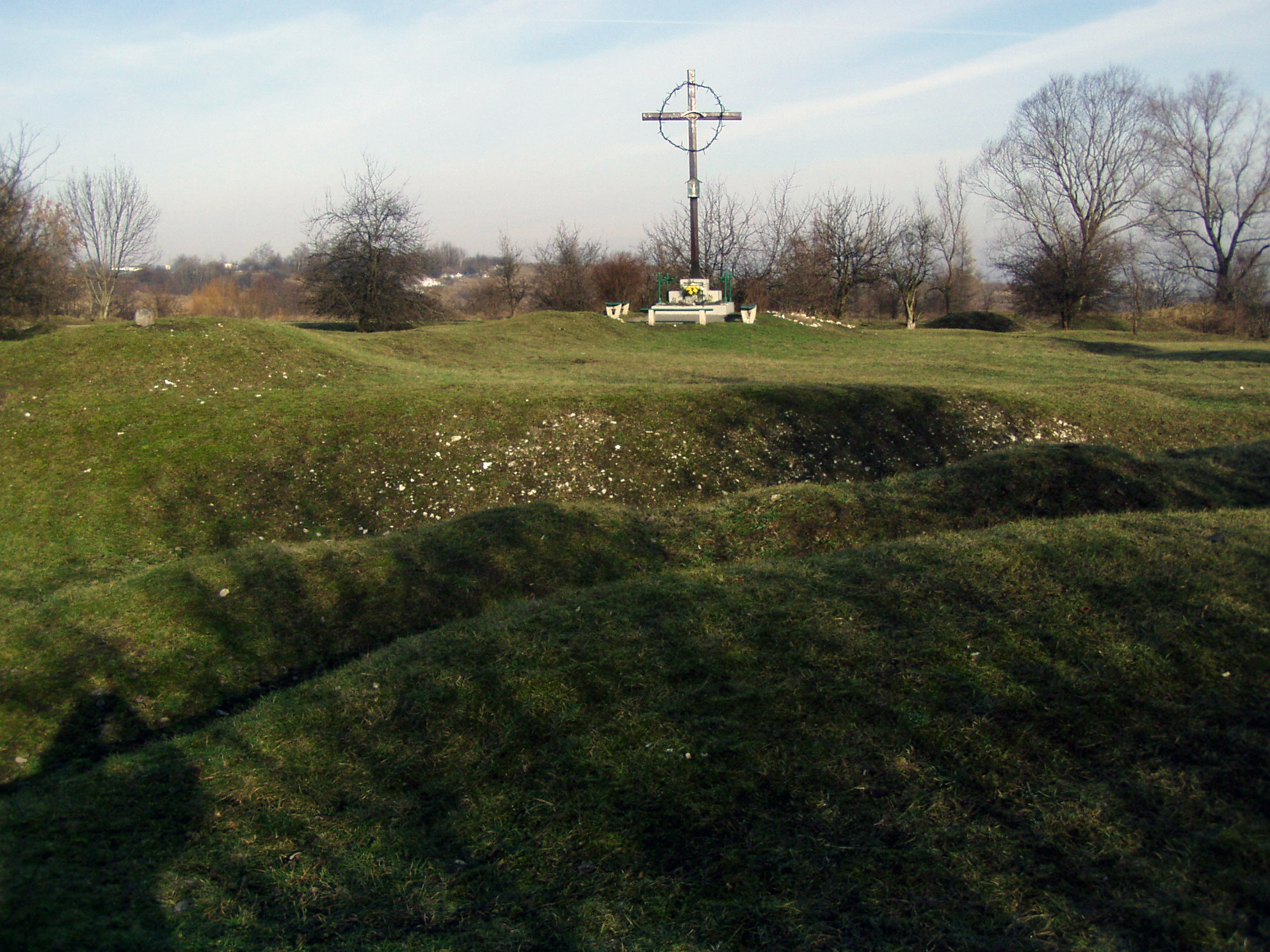
Hujowa Górka，普瓦舒夫集中营處刑地點（攝於2007年）

除去在普瓦舒夫擔任的職務，哥特也擔任負責清洗塔爾努夫猶太居民區的司令官，這裏在二戰開始時有25,000名猶太人（約占該市總人口45%）居住，大約10,000人被遣送至普瓦舒夫做奴隸，直至被清洗時還剩余8,000名猶太人。最後的搜捕行動于1943年9月1日開始，當時剩餘的猶太人被召集在馬德格堡廣場，廣場被全副武裝的軍人包圍。火車在第二天中午前裝車並出發。大多數受害者被送往奥斯威辛集中营；不到一半的受害者在路途中幸存下來。大部分受害者被認爲不適合做奴工因而在抵達奧斯維辛之前被立即殺害。根據他在1946年戰爭罪起訴書中幾位證人的證詞，哥特在清洗猶太居民區時親自射殺了30至90名婦女和兒童。
1943年自己的生日時，哥特命令剛抵達普瓦舒夫的波蘭女性鋼琴家娜塔莉亞·卡普彈鋼琴，卡普將弗雷德里克·肖邦的《升C小調夜曲Op. posth.》彈奏地惟妙惟肖以至於哥特允許她和她的妹妹存活下來。
哥特還負責清理舍布涅集中营，這一集中營關押了4,000名猶太人以及1,500名波蘭裔奴工。哥特受審時所出示的證據表明他把這一任務交給了自己的部下，即親衛隊高級小隊領袖約瑟夫·格日梅克（Josef Grzimek），後者被派去協助党卫队高级突击队领袖漢斯·科勒曼（Hans Kellermann）進行大規模的屠殺。1943年9月21日至1944年2月3日期間，在集中營遭關押的人被逐步清洗，近乎所有的波蘭囚犯均被轉移至普瓦舒夫或博赫尼亞的猶太居民區，哥特也在那些地方任司令官。大約有一千名猶太人被帶往臨近的森林遭射殺，其餘人則被送往奧斯維辛，大多數人剛抵達奧斯維辛后便被毒死。清洗結束後，哥特將所有的物資進行了分類並運往普瓦舒夫。
1943年7月28日，哥特被分配至專門在猶太居民區進行清洗與輸運的親衛隊與警察領袖專家部（Fachgruppe）。1944年4月晉升党卫队高级突击队领袖（相當於上尉），這是連隊當中階級最高的軍銜。又因爲跳過親衛隊上級突擊隊領袖（相當於第一中尉）軍銜因而獲得雙重晉升。他還被任命為武装党卫队的預備軍官。1944年初，克拉科夫-普瓦舒夫勞改營的地位變爲由党卫队经济与管理部直接掌權的永久性集中營，這一差別使得克拉科夫-普瓦舒夫成爲了波蘭13個正式集中營之一。米特克·彭帕在審判中作證哥特在早期階段致力於隨機且殘暴的殺戮工作，正因此而臭名昭著。1944年5月初，哥特獲悉有10,000名匈牙利猶太人將很快被遣送至普瓦舒夫監禁。爲了給新來的囚犯創造空間，哥特于5月14日下令將營地裏全部兒童遷移至幼兒園。第二天將這些人當中的大多數人（僅有少數例外）遣送奧斯維辛集中營遭到殺害。集中營相比勞改營受到黨衛隊更嚴密的監視，因而在更名后條件稍有改善。

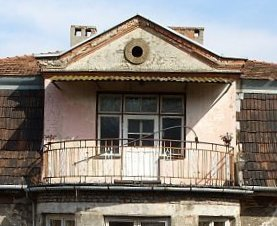
阿蒙·哥特位於普瓦舒夫集中营的房屋陽臺，海倫·約納斯-羅森茨魏希（Helen Jonas-Rosenzweig）稱哥特會從那裏向囚犯開槍。他的蒂羅爾帽子標示著自己的意圖。這是經驗豐富的囚犯企圖躲藏的信號。

營地開放時容納了大約2,000名囚犯。1944年運行全盛期有636名看守人監督25,000余名永久囚犯，另外還有150,000名囚犯將難民營作爲中轉營地在此經過。哥特被大屠殺幸存者描繪為一位身材魁梧且精神飽滿的人，每天均會親自屠殺囚犯。他的兩條狗，即大丹犬羅爾夫以及混血德國牧羊犬雷夫均被訓練可將囚犯撕咬致死。若有囚犯看起來行動緩慢或在庭院裏消遣，他會從自己的辦公室窗戶射殺這些人。他還曾以湯太熱爲由射殺了一名猶太厨師，並殘忍地虐待海倫·約納斯-羅森茨魏希以及海倫·赫爾施（Helen Hirsch）兩位自己的女僕，她們和所有囚犯一樣一直擔心著自己的生命。在普瓦舒夫期間，哥特心安理得地在一棟別墅裏居住，擁有汽車和自己在營地騎行所用的馬匹。每周均會讓一位猶太修鞋匠囚犯給自己製作新鞋子。
以一位幸存者的身份，我可以告訴你我們均受到過精神創傷。我從未有過、從未有過，相信任何一個人存在這樣的恐懼，這樣的暴行。當我們從遠處看到他時，每一個人均在躲藏，躲藏到厠所裏，躲藏到任何他們可以躲藏的地方去。我無法告訴你人們是如何懼怕他的。——海倫·約納斯-羅森茨魏希
另一位舒特拉猶太人波德克·費佛伯格說：“當你看到哥特時，你就看到了死亡。”
哥特認爲，如果一個工作小組的一位組員逃跑或觸犯若干法律，整個小組均要受到處罰。有一次他因爲有一人逃跑而下令射殺每個工作小組的第二名組員。還有一次因爲有一人沒有返回營地而下令射殺每個工作小組的第五名組員。倘若罪犯被抓獲在走私食物，他們就會被槍斃。普瓦舒夫主要謀殺場地是Hujowa Górka（Prick山），這是一座被用於進行大規模屠殺和謀殺的大山丘。

## 革職和抓獲
1944年9月13日，哥特被解除職務，并被黨衛隊指控盜竊猶太人的財產（根據納粹法規，這些財產歸屬於國家），沒有為自己負責的囚犯提供足夠的食物，違反了集中營有關囚犯待遇和處罰的規定，同時允許囚犯與軍士未經許可查閲集中營人事記錄。普瓦舒夫集中營的管理權被移交給了党卫队上级突击队领袖阿諾德·比捨爾，1945年1月15日關閉。哥特被安排在親衛隊法官格奧爾格·康拉德·摩根面前出庭，然而由於二戰的推進以及德國逼近戰敗使得針對他的指控在1945年初被撤銷。黨衛隊醫生診斷哥特患有精神疾患，然後他被送往巴伐利亚巴特特尔茨的精神病院，1945年5月在那裏被美国军队逮捕。其被捕時身穿德國國防軍制服，并未承認自己是一名黨衛隊軍官。他被遣送至位於前达豪集中营場地的一個臨時性拘押營，包括約瑟夫·列夫科維奇。

## 審判和處決

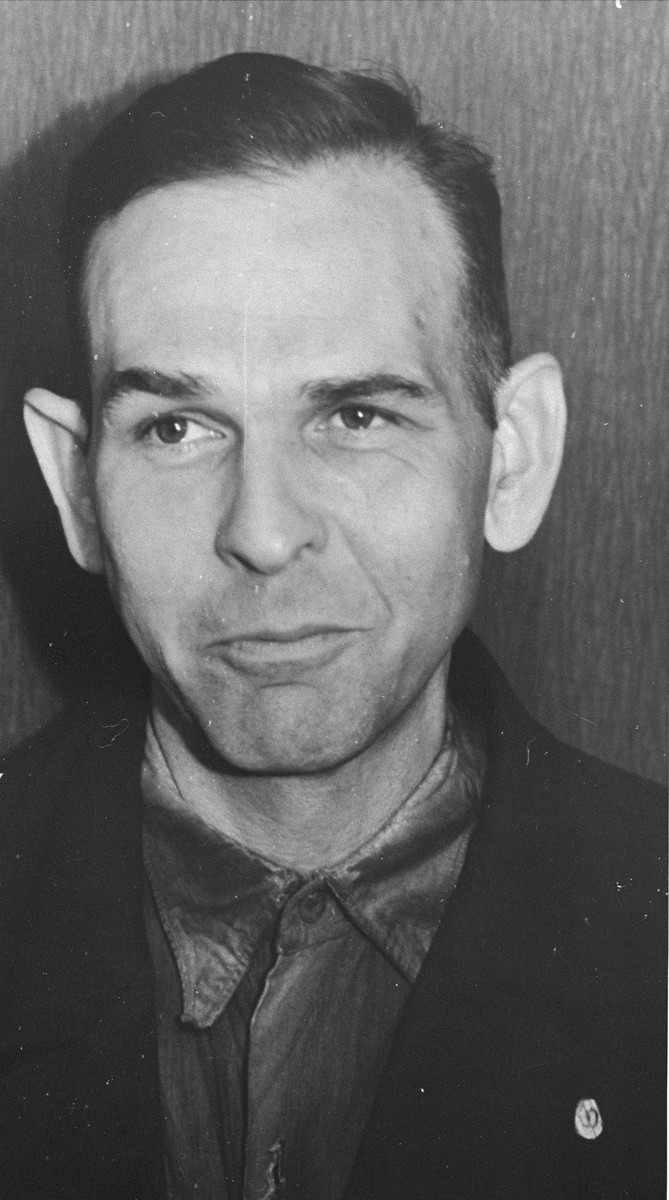
1946年的哥特，在其被處決前不久

二戰戰後，哥特被引渡至波蘭，1946年8月27日至9月5日在波蘭克拉科夫由最高國民法庭審判。其被判決犯有納粹黨黨員（已被宣佈為犯罪組織）以及親自下令針對個人和群體實施監禁、酷刑以及滅絕的罪行。還被判定犯有殺人罪，這是戰爭罪審判中首次此類定罪，罪因為“親自殺害、殘害與虐待了大量的人，儘管人數不詳。”哥特被判處死刑，并於1946年9月13日在克拉科夫的Montelupich監獄執行絞刑，此監獄距離普瓦舒夫集中營所在地不遠。他的遺體被焚化，骨灰被扔進维斯瓦河。

## 家庭
除去他的兩段婚姻，哥特還和一位最初來自布雷斯劳（或者格萊維茨；資料來源不一致）的美容師兼有志向的演員路特·伊雷妮·卡爾德（德語：Ruth Irene Kalder）有過兩年的交情。卡爾德在1942或1943年初與哥特初次相識，當時她在克拉科夫奧斯卡·辛德勒的辛德勒工廠擔任秘書。卡爾德是在辛德勒將其帶到普瓦舒夫的別墅裏吃正餐時認識哥特的；她稱自己對哥特一見鍾情。兩人很快便住在了一起，並產生了婚外情，但她說自己從未去過集中營本身。哥特的第二任妻子安娜·蓋格依然和他們的兩個孩子居住於維也納，當她得知哥特和卡爾德的婚外情之後便提出離婚。1945年11月7日，卡爾德在其女兒莫妮卡·赫特維希（德語：Monika Hertwig）出生時前往巴特特爾茨陪伴自己的母親。這是哥特的最後一個孩子。卡爾德在1946年哥特被處決以後深受打擊，自己在哥特被處死不久便取走了他的名字。
2002年，赫特維希以《我的確要愛自己的父親，不是嗎？》（德語：Ich muß doch meinen Vater lieben, oder?）爲題出版了自己的回憶錄。赫特維希描述自己的母親無條件地稱頌哥特，直至正視哥特在納粹大屠殺所扮演的角色。卡爾德患有肺氣腫，并在接受喬·布萊爾拍攝的紀錄片《辛德勒》的采訪不久後于1983年自殺身亡。赫特維希處理自己父親罪行方面的經歷在2006年由詹姆斯·莫爾指導的紀錄片《繼承》中做了詳盡介紹。在紀錄片中出現的還有哥特的一位前猶太裔女佣海倫·約納斯-羅森茨魏希。紀錄片詳細講述了兩位女性在波蘭普瓦舒夫紀念館的會面。赫特維希要求會面，然而約納斯-羅森茨魏希卻因爲自己對哥特以及集中營的記憶過於傷痛而猶豫不決。最終在赫特維希寫信給她之後同意，“我們必須爲被殺害的人做這件事情。”約納斯被這種看法所打動並同意與她見面。
在隨後的一次采訪中，約納斯-羅森茨維希回憶說：
我很難和她在一起，因爲她讓我想起了很多，你知道的……她很高，她有些特徵。而且我也討厭她。但她是個受害者，我認爲這很重要，因爲她願意在德國講述這個故事。她告訴我人們不想知道，她們想繼續自己的生活。我認爲這非常重要，因爲有許多犯罪者的孩子，并且我認爲她是一個勇敢的人，去繼續談論這個事情，因爲這樣做很困難。我對莫妮卡感同身受。我是一位母親，也有孩子。她受到了自己父親是一名犯罪者的影響。但我的孩子也同樣受到了影響。這也是爲什麽我們會一起來到這裏。世界必須知道，以防止類似的事情再次發生。
赫特維希也在一部名爲《希特勒的孩子》（2011年拍攝）的紀錄片中亮相，該紀錄片由以色列紀錄片製作人查諾克·澤維指導並製作。在這部紀錄片中，赫特維希與其他臭名昭著的納粹領導人的近親描述了他們的感情、關係以及對自己親戚的回憶。
詹妮弗·特格是莫妮卡-赫特维希和一位與其有過短暫交往的奈及利亞男子的女兒，在寄養家庭長大。她通過赫特維希在2002年撰寫的回憶錄裏發現哥特是自己的祖父。特格在《我的祖父會向我開槍》一書中談論了對其身世的看法（原名為《阿蒙：我的祖父會向我開槍》（德語：Amon:Mein Großvater hätte mich erschossen），于2013年出版）。

## 在大衆媒體與文化方面
哥特在普瓦舒夫勞改營的所作所爲因爲雷夫·范恩斯在1993年電影《辛德勒的名单》中對其的演繹而在國際上被熟知，范恩斯在一次采訪中回憶：
人們認爲他們必須去做一份工作，必須要承擔一種意識形態，他們必須要引領一種生活方式；他們必須生存，必須做一份工作，這在每天是接連不斷的，小小的讓步、小小的措施去告訴自己這就是你需要引領的生活方式，然後刹那間這些事情就會發生。我的意思是，我可以自己私底下做出判斷，這是一個可怕、邪惡和恐怖的人。但是我的工作是去演繹這個人，這個人的形象。有一種陳腐性，那種日常性，我認爲這是很重要的。而且這是在電影劇本中。實際上，與由連恩·尼遜演繹的奧斯卡·辛德勒第一場戲其中之一的一個場景我是這樣說的：“你不明白這些工作有多麽困難，我必須訂購這麽多——這麽多平方米的鐵絲網和這麽多的圍欄，同時我還需要把如此之多的人從A地送往B地。而且你也知道的，他是在為工作的困難發泄情緒。
范恩斯因其對哥特一角的演繹而榮獲英國電影學院獎最佳男配角，并獲得奥斯卡最佳男配角奖提名。他演繹的這一角色在由美国电影学会評選的榜單AFI百年百大英雄與反派反派一欄中排名第15位，是對非虛構人物演繹的最高排名。當普瓦舒夫集中營的幸存者米拉·費佛伯格在片場被介紹給范恩斯時，她因爲穿著一身黨衛隊軍裝的范恩斯讓她想起了真正的阿蒙·哥特而抑制不住地顫抖。

## 引述
1. 1 2 3 4  Rzepliñski 2004，第2頁.
2. ↑  Crowe 2004，第217–220頁.
3. ↑  Teege 2015，第29頁.
4. ↑  Crowe 2004，第220頁.
5. 1 2  Crowe 2004，第220–221頁.
6. ↑  Crowe 2004，第221–223頁.
7. ↑  Teege 2015，第30頁.
8. ↑  Crowe 2004，第223頁.
9. ↑  Sachslehner 2008，第41頁.
10. ↑  Sachslehner 2008，第43頁.
11. ↑  Crowe 2004，第210, 223頁.
12. 1 2  Holocaust Education & Archive Research Team 2007.
13. ↑  Crowe 2004，第224–226頁.
14. ↑  Crowe 2004，第228頁.
15. ↑  Crowe 2004，第226–227頁.
16. ↑  Crowe 2004，第227頁.
17. ↑  MacLean 1999，第270頁.
18. 1 2  MacLean 1999，第22頁.
19. ↑  Crowe 2004，第227, 241頁.
20. ↑  Teege 2015，第34頁.
21. ↑  Longerich 2010，第376頁.
22. ↑  Roberts 1996，第60–61頁.
23. ↑  Teege 2015，第33頁.
24. ↑  Crowe 2004，第241頁.
25. ↑  MacLean 1999，第87頁.
26. 1 2 3  Megargee 2009，第865頁.
27. 1 2 3  Crowe 2004，第232頁.
28. ↑  Heslop 2007.
29. 1 2  Crowe 2004，第234–236頁.
30. ↑  Bracik & Twaróg 2003.
31. ↑  MacLean 1999，第362頁.
32. ↑  Crowe 2004，第233頁.
33. ↑  MacLean 1999，第21頁.
34. ↑  SS service record.
35. 1 2 3  Crowe 2004，第256頁.
36. ↑  MacLean 1999，第378頁.
37. ↑  Mietek Pemper obituary.
38. ↑  Crowe 2004，第242頁.
39. ↑  Crowe 2004，第317頁.
40. ↑  Wieliński 2012.
41. ↑  Crowe 2004，第237, 242頁.
42. ↑  Teege 2015，第37–38頁.
43. ↑  Crowe 2004，第257頁.
44. ↑  Crowe 2004，第259–264頁.
45. ↑  Teege 2015，第37頁.
46. 1 2 3 4  Fishman 2009.
47. ↑  Keneally 1993，第360頁.
48. ↑  Crowe 2004，第258頁.
49. ↑  Crowe 2004，第259頁.
50. ↑  Megargee 2009，第864頁.
51. ↑  Crowe 2004，第237頁.
52. ↑  Crowe 2004，第354–355頁.
53. ↑  MacLean 1999，第17頁.
54. ↑  Crowe 2004，第359頁.
55. 1 2  McKale 2012，第201頁.
56. 1 2  Teege 2015，第53–54頁.
57. ↑  Simmons 2019.
58. ↑  Museum of the Polish Army.
59. ↑  Crowe 2004，第211頁.
60. ↑  Sachslehner 2008，第167頁.
61. 1 2  Crowe 2004，第210頁.
62. ↑  Teege 2015，第61–62頁.
63. ↑  Teege 2015，第77頁.
64. ↑  Teege 2015，第93頁.
65. ↑  PBS, Inheritance.
66. ↑  IDFA 2011.
67. 1 2  Shapira 2015.
68. ↑  Schaaf 2013.
69. ↑  Fiennes 2010.
70. ↑  Freud 2012.
71. ↑  American Film Institute 2003.
72. ↑  Corliss 1994.

## 外部鏈接
- 对阿蒙·哥特的审判
- YouTube上的對莫妮卡·哥特·赫特魏希的采訪
- C-SPAN節目《Q&A》對詹妮弗·特格的采訪：《我的祖父會向我開槍：一位黑人女性發現自己家庭的納粹歷史》，2015年9月15日 （页面存档备份，存于）

| 军职      | 军职                                             | 军职                             |
| --------- | ------------------------------------------------ | -------------------------------- |
| 前任： 無 | 普瓦舒夫集中营司令官 1943年2月11日—1944年9月13日 | 繼任： 阿諾德·比捨爾突击队中队长 |